# Eruga albanoi
Eruga albanoi är en stekelart som beskrevs av Ian D. Gauld 1991. Eruga albanoi ingår i släktet Eruga och familjen brokparasitsteklar. Inga underarter finns listade i Catalogue of Life.